# Kæde (dans)
 For alternative betydninger, se Kæde. (Se også artikler, som begynder med Kæde)
En kæde er inden for dans en slags dansetrin, hvor man går rundt i en kæde, ved skiftevis at give de andre dansere hånd. 
Når man går kæde, vender man fronten mod sin egen partner og giver højre hånd. Egen danser er nummer et i dansen, hvor man skal gå kæde til et bestemt antal. Den næste danser, man møder, giver man venstre hånd, og sådan fortsætter det med skiftevis højre og venstre hånd, enten til man når egen danser eller det, man skal tælle til.